# Chastreix
Chastreix é uma comuna francesa na região administrativa de Auvérnia-Ródano-Alpes, no departamento Puy-de-Dôme. Estende-se por uma área de 44,88 km². Em 2010 a comuna tinha 232 habitantes (densidade: 5,2 hab./km²).